# Axel Hirsoux
Axel Hirsoux é uma Cantor  que representou a Bélgica no Festival Eurovisão da Canção 2014, em Copenhague, Dinamarca, com sua canção "Mother".